# Campeonato Mundial de Ciclismo en Ruta de 1952

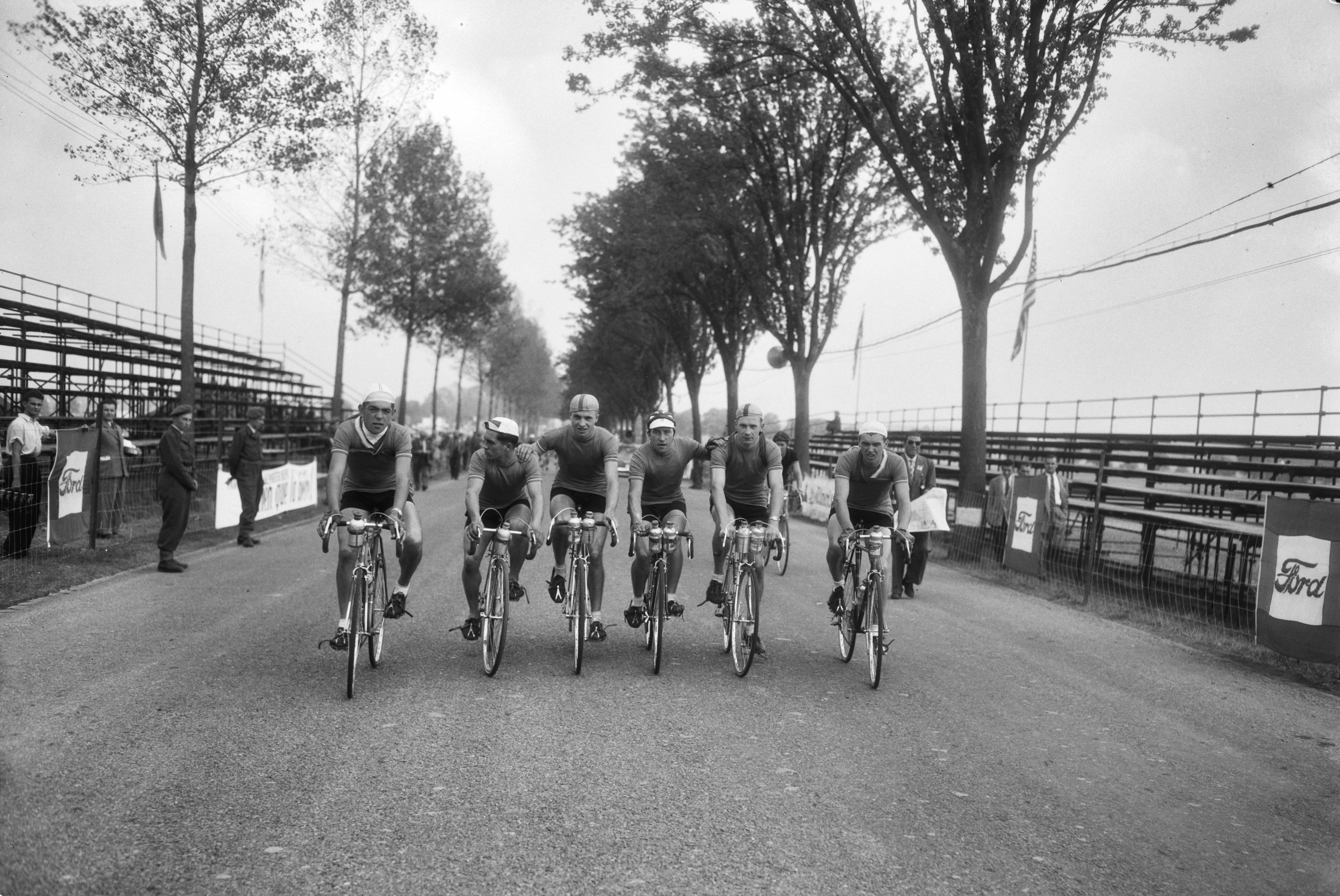
Mundial de Ciclismo en Ruta de 1952 - Luxemburgo

Los Campeonatos del mundo de ciclismo en ruta de 1952 se celebró en Luxemburgo el 23 y 24 de agosto de 1952. 

## Resultados
| Evento                     | Oro                              | Oro        | Plata                        | Plata | Bronce                             | Bronce |
| -------------------------- | -------------------------------- | ---------- | ---------------------------- | ----- | ---------------------------------- | ------ |
| Pruebas masculinas         |                                  |            |                              |       |                                    |        |
| Hombres - carrera en línea | Heinz Müller Alemania Occidental | 7h 49' 54" | Gottfried Weilenmann · Suiza | m.t.  | Ludwig Hörmann Alemania Occidental | m.t.   |
| Amateur - carrera en línea | Luciano Ciancola · Italia        | 4h 22' 11" | André Noyelle · Bélgica      | -     | Roger Ludwig Luxemburgo            | -      |